# Epimedium

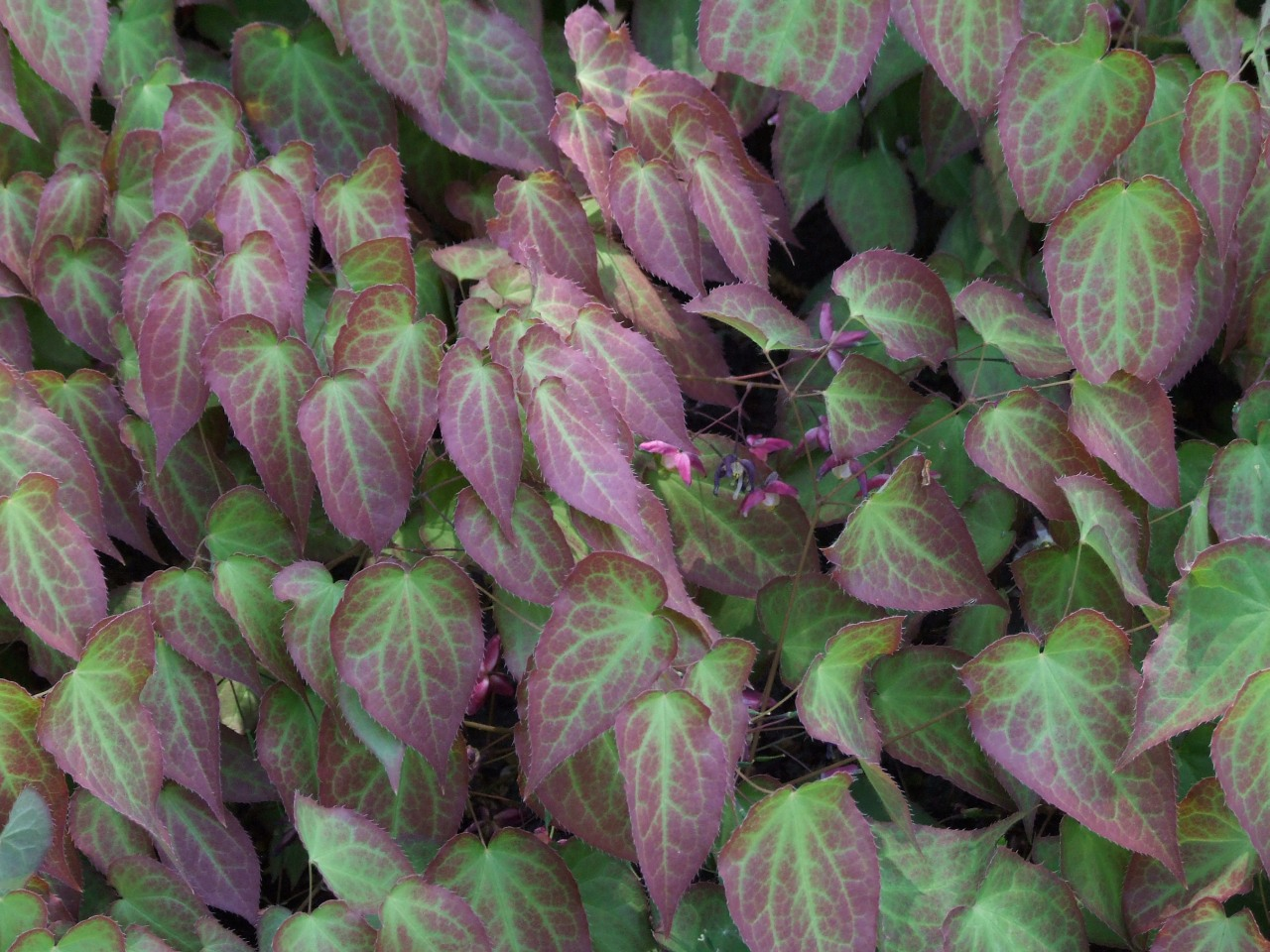
Epimedium wielkokwiatowe

Epimedium (Epimedium L.) – rodzaj bylin z rodziny berberysowatych. Należy do niego ok. 65 gatunków, przy czym w znacznej części są to endemity występujące tylko w południowych Chinach. Pozostałe gatunki epimedium spotykane są w Azji centralnej, południowej i zachodniej, sięgając Europy. Gatunkiem typowym jest Epimedium alpinum L.

## Systematyka
Rodzaj z podrodziny Berberidoideae z rodziny berberysowatych (Berberidaceae).
Wykaz gatunków
- Epimedium acuminatum  Franch.
- Epimedium alpinum  L. – epimedium alpejskie
- Epimedium baiealiguizhouen  se S.Z.He & Y.K.Yang
- Epimedium baojingensis  Q.L.Chen & B.M.Yang
- Epimedium borealiguizhouen  se S.Z.He & Y.K.Yang
- Epimedium brachyrrhizum  Stearn
- Epimedium brevicornu  Maxim.
- Epimedium campanulatum  Ogisu
- Epimedium chlorandrum  Stearn
- Epimedium circinatocuculla  tum Sosn.
- Epimedium coactum  H.R.Liang & W.M.Yan
- Epimedium davidii  Franch.
- Epimedium dewuense  S.Z.He, Probst & W.F.Xu
- Epimedium diphyllum  Lodd. ex Graham
- Epimedium dolichostemon  Stearn
- Epimedium ecalcaratum  G.Y.Zhong
- Epimedium elatum  C.Morren & Decne.
- Epimedium elongatum  Kom.
- Epimedium enshiense  B.L.Guo & P.K.Hsiao
- Epimedium epsteinii  Stearn
- Epimedium fangii  Stearn
- Epimedium fargesii  Franch.
- Epimedium flavum  Stearn
- Epimedium franchetii  Stearn
- Epimedium glandulosopilosu  m H.R.Liang
- Epimedium grandiflorum  C.Morren – epimedium wielkokwiatowe
- Epimedium hunanense  (Hand.-Mazz.) Hand.-Mazz.
- Epimedium ilicifolium  Stearn
- Epimedium jingzhouense  G.H.Xia & G.Y.Li
- Epimedium koreanum  Nakai
- Epimedium latisepalum  Stearn
- Epimedium leptorrhizum  Stearn
- Epimedium lishihchenii  Stearn
- Epimedium lobophyllum  L.H.Liu & B.G.Li
- Epimedium macrosepalum  Stearn
- Epimedium membranaceum  K.Mey.
- Epimedium mikinorii  Stearn
- Epimedium multiflorum  T.S.Ying
- Epimedium myrianthum  Stearn
- Epimedium ogisui  Stearn
- Epimedium × omeiense  Stearn
- Epimedium parvifolium  S.Z.He & T.L.Zhang
- Epimedium pauciflorum  K.C.Yen
- Epimedium perralderianum  Coss.
- Epimedium pinnatum  Fisch. ex DC. – epimedium pierzaste
- Epimedium platypetalum  K.Mey.
- Epimedium pseudowushanense   B.L.Guo
- Epimedium pubescens  Maxim.
- Epimedium pubigerum  (DC.) C.Morren & Decne. – epimedium omszone
- Epimedium pudingense  S.Z.He, Y.Y.Wang & B.L.Guo
- Epimedium qingchengshanens  e G.Y.Zhong & B.L.Guo
- Epimedium reticulatum  C.Y.Wu ex S.Y.Bao
- Epimedium rhizomatosum  Stearn
- Epimedium sagittatum  (Siebold & Zucc.) Maxim.
- Epimedium sempervirens  Nakai ex F.Maek.
- Epimedium × setosum  Koidz.
- Epimedium shennongjiaensis   Yan J.Zhang & J.Q.Li
- Epimedium shuichengense  S.Z.He
- Epimedium stellulatum  Stearn
- Epimedium sutchuenense  Franch.
- Epimedium trifoliolatobina  tum (Koidz.) Koidz.
- Epimedium truncatum  H.R.Liang
- Epimedium wushanense  T.S.Ying
- Epimedium × youngianum  Fisch. & C.A.Mey. – epimedium Younga
- Epimedium zhushanense  K.F.Wu & S.X.Qian

## Zastosowanie
Niektóre gatunki uprawiane są w ogrodach jako ozdobne.
W Polsce uprawiane są zwykle następujące gatunki i mieszańce:
- epimedium alpejskie (Epimedium alpinum L.)
- epimedium czerwone (Epimedium ×rubrum C. Morren)
- epimedium pierzaste (Epimedium pinnatum Fisch.)
- epimedium omszone (Epimedium pubigerum (DC.) C. Morren & Decne.)
- epimedium pstre (Epimedium ×versicolor C. Morren)
- epimedium Warleya (Epimedium ×warleyense) Stearn
- epimedium wielkokwiatowe (Epimedium grandiflorum Morr.)
- epimedium Younga (Epimedium ×youngianum Fisch. & C.A.Mey.)